# Manoir de Kerléano
Le manoir de Kerléano  est un édifice situé à Auray, en France.

## Situation
Le manoir est situé sur le territoire de la commune d'Auray, au lieu-dit Kerléano, dans le département du Morbihan, en région Bretagne.

## Historique
La maison date du XVIIIe siècle, elle est la maison de naissance en 1771 de Georges Cadoudal. Entre le plancher du premier étage et la cheminée du rez-de-chaussée se trouve une cachette de Chouans.

## Protection
Le manoir est inscrit au titre des monuments historiques par l'arrêté du 10 février 1948.

## Galerie

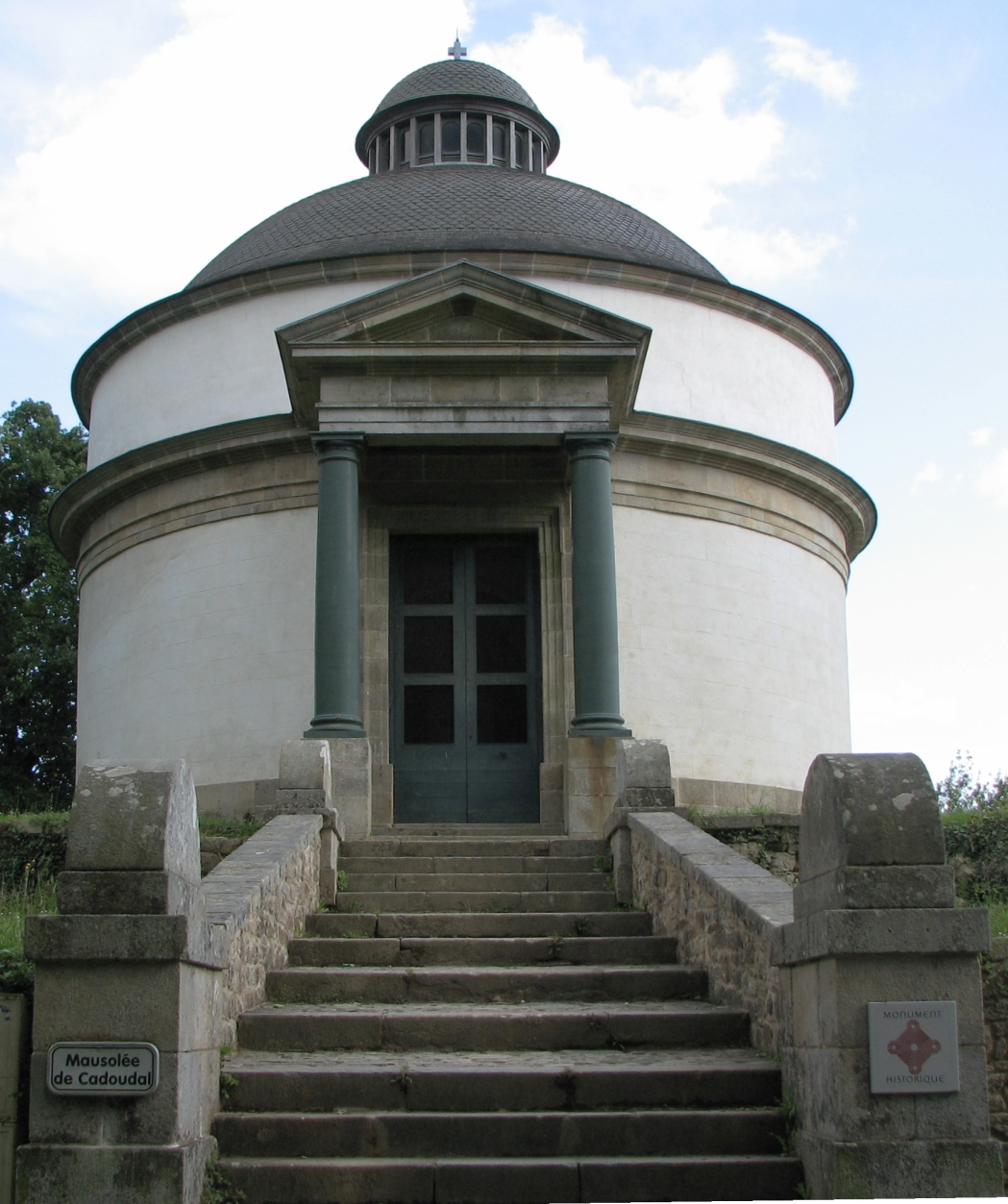
Le mausolée de Georges Cadoudal au manoir de Kerléano.
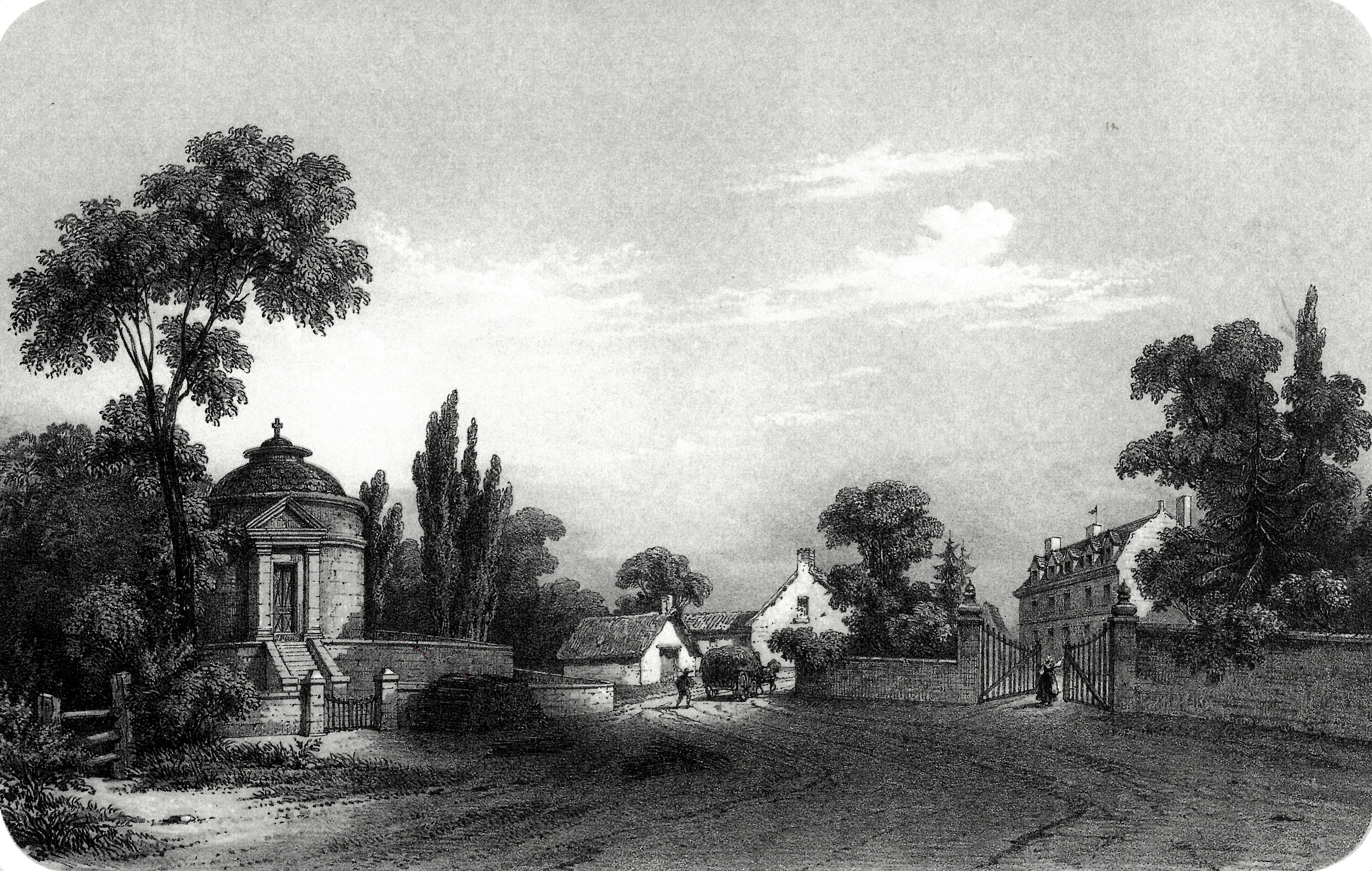
Kerléano (Tombeau de Cadoudal), dessin de Thomas Drake et lithographie d'Henri Daniaud, 1860.